# Брёхнер, Николай
Николай Брёхнер (дат. Nicolai Brøchner; род. 4 июля 1993 в Дании) — датский профессиональный шоссейный велогонщик, выступающий за проконтинентальную команду «Holowesko–Citadel».

## Достижения
2014
1-й  Очковая классификация Редлендс Классик
1-й Этап 2 Тур Гилы
3-й Чемпионат Дании U23 в групповой гонке
2015
1-й Скандинавская гонка
1-й Этап 2 (КГ) ЗЛМ Тур
3-й Классика Юго-Восточного Дренте
2016
1-й Этапы 4 & 8 Рас Тайлтенн
3-й Стер ван Зволле
3-й Мемориал Арно Валларда
3-й Скандинавская гонка
2017
1-й Тур Химмерланда
1-й Тур Оверэйссела
1-й Скандинавская гонка
1-й  Горная классификация Тур Дании
1-й Этап 1 Рас Тайлтенн
2-й Чемпионат Дании в групповой гонке
2018
1-й  Горная классификация Тур Дании